# Гребля (роз'їзд)
Гре́бля  (також Парк Гребля) — залізничний роз'їзд Дніпровської дирекції Придніпровської залізниці на перетині ліній Запоріжжя-Кам'янське — Гребля та Самар-Дніпровський — Воскобійня між станціями Кам'янське (5 км) Балівка (24 км) та Воскобійня (17 км). Розташований на правому березі річки Дніпро, власне на греблі Середньодніпровської ГЕС, у Дніпровському районі міста Кам'янське Дніпропетровської області.

## Пасажирське сполучення
До березня 2020 року у вихідні дні курсувала одна пара приміських електропоїздів сполученням Дніпро — Балівка, проте на платформі Гребля не зупинялися.